# ルーク・ジェニングス
ルーク・ジェニングス（Luke_Jennings、1953年 - ）は、英国生まれの作家、ジャーナリスト、ダンス評論家など多岐にわたり活躍している人物。
執筆活動を始める以前は10年以上ダンサーとして活動していた。
日本で公開されている作品の中では「killing Eve」が有名である。